# مسجد تومبول
مسجد شريف خليل باشا المعروف محلياً باسم مسجد تومبول (بالبلغارية: Томбул джамия، بالتركية: Tombul Camii)، أحد مساجد مدينة شومن في بلغاريا، وهو أكبر مساجد بلغاريا وأحد أكبر مساجد البلقان.

## تاريخ
بُني المسجد بين عاميّ 1740 و1744 أثناء العهد العثماني، وكان يقع في البداية في شمال شرق مركز مدينة شومن أثناء إنشاءه، ولكن مع التوسع العمراني الحديث؛ أصبح المسجد الآن يقع جنوب غرب مركز مدينة شومن. «تومبول» هو الاسم الشائع للمسجد، وأتى هذا الاسم من شكل قبته.

## الوصف
مجمع المسجد يتكون من المبنى الرئيسي (قاعة الصلاة)، وساحة ملحقة مكونة من 12 غرفة (مأوى لطلاب المدرسة). وتعلوه قبة كروية على ارتفاع 25 متر فوق سطح الأرض. اللوحات الجدارية الداخلية مستوحاة من الحياة النباتية والأشكال الهندسية ويتميز الكثير من النقوش باللغة العربية، وآيات قرآنية.